# Большая Речка (платформа)
Больша́я Ре́чка — остановочный пункт Восточно-Сибирской железной дороги на Транссибирской магистрали (5521 километр).
Расположен в Кабанском районе Республики Бурятия в селе Большая Речка.

## Пригородные электрички
| № поезда | Маршрут движения   | № поезда | Маршрут движения   |
| -------- | ------------------ | -------- | ------------------ |
| 6631     | Улан-Удэ — Мысовая | 6632     | Мысовая — Улан-Удэ |
| 6637     | Улан-Удэ — Мысовая | 6638     | Мысовая — Улан-Удэ |